# 李远清
李远清，华南理工大学自动化科学与工程学院教授，主要从事信号稀疏表示、盲信号分离、半监督机器学习等方面的研究工作。李远清曾入选长江学者奖励计划特聘教授，享受国务院特殊津贴，获得过中国国家自然科学二等奖。